# Listă cu articole publicate de Vasile Sava
Această lista contine articole publicate de Vasile Sava în „Revista Telegrafică, Telefonică și Poștală” (RTTP). Colecția integrală se găsește la Biblioteca Academiei Române

## Articole
1. RTTP Anul I, 1907-9.1908[2]
  1. Redacția         Cronica internă 23, 18, 81, 120, 154, 150, 194, 234, 274, 315, 350, 334, 423.	
    1. -                 Un articol căruia nu-i putem da ospitalitate 255.
    2. -                 Bibliografie 84, 196.

  2. Sava Vasile      Ce voim ? 5.	
    1. -                 Raport de modul cum s'a executat serviciul poștal in Manevrele Regale din 1906.  9, 214, 244.
    2. -                 Asigurarea personalului de linii contra accidentelor. 17.
    3. -                 Consideratului pe care se întemeiază stabilirea tarifelor telefonice.  57.
    4. -                 Diferința de curs. 107.
    5. -                 Cursurile de seară.  188.
    6. -                 Modificarea legei de organizare a Corpului.  237.
    7. -                 Din lucrările biuroului internațional al Uniunei Poștale  Universale din Berna 358.
    8. -                 Modificarea programelor de concurs. 90.
    9. -                 Biografii: Gr. Cerchez, 1. Nicu Constantinescu, 8. Take Ionescu, 34; G. Radu, 62; B. Modreanu, 97.
    10. -                 Darea de seamă a Societăței Corpului. 46, 153.
    11. -                 Poștele Române acum 40 - 60 ani. 76.
    12. -                 Incendiul  Oficiului din Tulcea. 114.
    13. -                 Societatea impiegaților auxiliari. 118.
    14. -                 Dare de seamă asupra mersului serviciului de poștă, telegraf si telefon. 233, 306.
    15. -                 In preajma concursului din Iunie. 251.
    16. -                 Sărbătorirea D-lui Inspector Al. Bulgaru. 263.
    17. -                 Să fim economi. 332.
    18. -                 Posta în Anglia 408.
    19. -                 Conferința telegrafică internațională din Lisabona 393.
    20. -                 Vești bune. 357, .392.
    21. -                 Congresul  tehnic, telegrafic și telefonic internațional din Budapesta 417.
    22. -                 Cronica externă (culegere din  Revistele profesionale străine) 119, 155. 193, 225, 271, 314, 346, 347, 379, 421.
2. RTTP Anul III, 10.1909-9.1910 [3]
  1. Delaiași         Noi și cei ce ne părăsesc, 10
    1. -                 Societatea corpului, 15
    2. -                 „Referați împrejurările și numele amploiatului  vinovat", 16
    3. -                 Programele de concurs, 39
    4. -                 Necesitatea unui comitet consultativ de studii, 61
    5. -                 Neajunsurile greutăței corespondenței poștală oficială, 33
    6. -                 Dacă trebue să fim geloși, 93
    7. -                 Pentru Cassa de credit, 98
    8. -                 Ștafetele în zilele de aglomerațiune telegrafică, 103
    9. -                 Elevii de gr. 1 din fruntea anuarului, 147
    10. -                 Dacă colectorii loteriei noastre de stat s'ar pune în grevă ?, 176
    11. -                 Contra emulilor lui Castan, 198
    12. -                 Elevii față de serviciul militar, 206
    13. -                 Nevoia unui avans asupra diurnei funcționarilor detașați sau transferați, 301
    14. -                 Tot despre loteria noastră de Stat. , 367
    15. -                 In chestiunea modificărei legei de organizare, 328
    16. -                 O pregătire necesară pentru viitor, 333
    17. -                 Locuințe colective pentru amploiații din Constanța,   Bulina, Vârciorova, Câmpina, Predeal și Sinaia., 359

  2. Sava Vasile     După doi ani, 1
    1. -                  Inaugurare i monumentului Uniunii Poștale Universale, 3
    2. -                  Scrisoare deschisa D-lui C. Stere. , 125
    3. -                  Vești bune. , 162
    4. -                  Nevoia obligativităței întrețin erei rețelelor județene de către Stat. , 166
    5. -                  Concurs internațional  de viteză   în   manipularea  aparatelor telegrafice, 257
    6. -                  In preajma concursurilor, (schiță) , 278
    7. -                  In vederea concursului internațional din Turin. , 297,360

  3. Sava V.și Tibacu Curs complet de cunoștințele profesionale   necesare amploiaților P. T. T.      (Electrotechnicâ) , supliment pag. 1-180
  4. Direcția Revistei  Modificarea programelor de concurs. , 19
    1. -                  O lămurire. , 23
    2. -                  Vechiul palat al poștelor. , 36
    3. -                  Statistica telefonică, (ilustrație). , 30
    4. -                  Tablou istoric aparținând istoriei instituției P. T. , 50, 200
    5. -                  10 regule pentru amploiații dela ghișee., 112
    6. -                  10 regule pentru amploiații dela aparate , 149
    7. -                  10 regule pentru amploiații dela protocol, 237
    8. -                  Dușmanii telegrafului, (traducție), 183
    9. -                  Luiggi La Mura , 277
    10. -                  Din trecutul instituției noastre (culegere) , 334, 368.
    11. -                  Un răspuns serios unei întrebări glumețe, 123
    12. -                  Serata Soc. Corp. P. T. T. din 29 ianuarie 1910 , 138
    13. -                  Despre noi în camera Deputaților., 210
    14. -                  Cronica internă  21,53,74,114,152,182.213,241,272,305,341,373,
    15. -                  Cronica externă  24,47,71,113,149,180,212,238,272,302,338,371,
    16. -                  Note vesele,  31, 222, 287,
    17. -                  Bibliografii. 32, 60, 92, 124, 160, 191, 256,
    18. -                  Anunciuri. 32, 74, 92, 112, 203, 224,
    19. -                  Ilustrațiuni: Familia regală și princiară  a României, 73.
    20. -                  Hora dela Buftea jucată în fața principelui Frideric Wilhelm, 75
    21. -                  Vizita principelui  Francisc Ferdinand și familia princiară română, 77
    22. -                  Portrete (Directori generali): C. Librecht. 20, M. Costescu 20, I. Nenici. 52, I.Fălcoianu. 52, Al. Cociu 79, Al. Zissu. 116, P. Epaminonda. 110, G. Lahovary. 144, S. Fălcoianu 181, C. Pilat 181, C. F. Robescu. 201, Al. Lipoianu. 242, M. Pastia. 274, M.C. Suțu. 304. D. S. Cesianu. 340, Aug. Gorjan. 374.
    23. -                  Biografii: Inspector A. Petrovici și A. Mihalcea. 49.
    24. -                  Portrete, (pensionari în viață): I. Iacovescu. 20. St. Dumitrescu. N. lliescu. 79, St. Chirițescu. 79, M. F. Buescu. 116, C. Pappa. 144, Gr. Angelo. 144, N. Alexandrescu. 181, A. Păunescu. 181. N. Voinescu. 201. I. Stoicescu. 201. I. Ghermani. 242. C. Găvănescu. 242. M. S.Gabrielescu. 274, G. Demetrescu. 274, P. Alexandrescu. 304, S. Simota. 304. D. Eliad. 340, Er. Alexandrescu.  340, Op. Georgescu. 374, Const. Sterescu 374.
    25. -                  Publicațiunile Soc. Corp. P.T.T. 51, 151, 192, 233,
    26. -                  Erata la curs complet de cunoștințe profesionale, 192, 230.
3. RTTP Anul IV, Octombrie 1910 - Septembrie 1911[4]
  1. Delaiași		In preajma noului buget 2.
    1. -                  Reducerea anilor de serviciu pentru personalul femenin 8.
    2. -                  Să fim economi 42.
    3. -                  Tot în preajma noului buget 52.
    4. -                  O probă de iuțeală la transmitere 95.
    5. -                  Lipsa de personal păgubitoare veniturilor Instituției 153.
    6. -                  Tot în chestiunea modificărei legei organice 265.
    7. -                  Asigurările contra accidentelor. Nenorocirea din G. Predeal 266.
    8. -                     Școala de telegrafiști 270.
    9. -                  Organizația  administrativă a imperiului german  (traducere) 295, 328, 371.
    10. -                 O tristă situație 305.
    11. -                 O lacună în legea casei de credit 307.
    12. -                 O școală telefonică (traducție) 307.
    13. -                  Presa noastră și cazul Spirescu 309.
    14. -                  Studiu asupra serviciului poștal elvețian 389, 425.
    15. -                  Telefonistele noastre 395.
    16. -                  Insuccesul nostru 427.

  2. Sava Vasile       După trei ani 1.
    1. -                  Spor de personal și amploiații de rezervă 5.
    2. -                   Scrisorile anonime 13.
    3. -                   Scrisoare deschisă D-lui Lt.-Colonel V. Verzea 130.
    4. -                  In ce fel s'ar putea spori veniturile Instituției 135.
    5. -                Ce ne mai lipsește? 161.
    6. -                Un răspuns și o rugăminte 194.
    7. -                 Concursul internațional din Turin 242.
    8. -                  Secțiile tehnice exterioare 244.
    9. -                  Păreri asupra modificărilor de adus legi organice a corpului P. T. T. 338.
    10. -                  Vom avea o nouă lege 385.
    11. -                 Controlorii de oficii 393
    12. -                  Contra lipsei de personal 417.

  3. Direcția Revistei  Sfaturi pentru cei tineri în corp 154 
    1. -                  Zece porunci pentru telefoniste 117
    2. -                  Inseilături din fuga condeiului 9, 55, 95, 281, 396, 429.
    3. -                  Lămuriri în privința cursului complet de cunoștințe profesionale 160.
    4. -                  Serata Societăței corpului Telegrafo-Poștal 172.
    5. -                  Primul pas spre bine (circ. 14532) 193.
    6. -                  Vizita D-Iui Director General la Constanța 281.
    7. -                  Un document prețios 358.
    8. -                  Înmormântarea colegului C. Spirescu 282.
    9. -                  O dovadă de bună colegialitate 59.
    10. -                  Recepția de la D. Sub-director general G. Gabrielescu 58.
    11. -                  Sfaturi igienice 12, 78.
    12. -                  Rețete practice folositoare 48, 128, 192, 264, 304.
    13. -                  Planuri de sonerii electrice 20, 79, 127.
    14. -                  Varietăți-Curiozități 45, 79, 126, 191, 231, 416, 447.
    15. -                  D'ale statisticei 14, 60, 78, 126, 366.
    16. -                  Maxime și cugetări 128, 232, 304, 336, 415, 446.
    17. -                  Cronica internă 16,63, 156,1/4,217,252,289,314,366,399,430.
    18. -                  Cronica externă 154, 214, 246, 285, 363, 398.
    19. -                  Dare de seamă a Societăței 216.
    20. -                  Hazuri 190, 304, 384.
4. RTTP Anul V, Octombrie 1911 - Septembrie 1912[5]
  1. Sava Vasile       De ale telegrafiștilor (traducție) 116.
    1. -                  Modificarea legii Cassei de Economie, Credit și Ajutor 132,229.
    2. -                  Corespondentele post-restante cu inițiale 142,
    3. -                  In sfârșit 165.
    4. -                  Reglementarea post-restantului 253.
    5. -                  Elocventa unor țifre 254.
    6. -                  Netemeinicia unor acuzațiuni 255.
    7. -                  Societatea corpului și impiegații auxiliari 260.
    8. -                  Fondul localului societății corpului 269.	,
    9. -                  In preajma nouei legi organice 293.
    10. -                  Contribuțiuni la noua lege de exploatare 296, 337.
    11. -                  Ca să corespundem nouei situațiuni 333.
    12. -                  Interesarea bănească a amploiaților în executarea serviciului 369.
    13. -                  După urma a patru factori 379.
    14. -                  In preajma noului regulament al legii organice 406.
    15. -                  Art. 14 din noua lege organică 407.
    16. -                  Art. 19 din noua lege organică 408.
    17. -                  Responsabilitățile 408.
    18. -                  Amploiații de rezervă 409.
    19. -                  Pentru Ploești 415.
    20. -                  Păreri și propuneri asupra proect. nouei legi de exploatare 445.
    21. -                  Până când datornici la Cassa de Credit 455.